# Bootsnaveltodietiran
De bootsnaveltodietiran (Hemitriccus josephinae) is een zangvogel uit de familie Tyrannidae (tirannen). Deze vogel is in 1914 geldig beschreven door de Britse ornitholoog Charles Chubb (1851-1924) en genoemd naar de dochter van een van zijn vrienden.  

## Verspreiding en leefgebied
Deze soort komt voor in de Guyana's en het noordelijke deel van Centraal-Brazilië.

## Status
De grootte van de populatie is niet gekwantificeerd maar de soort wordt omschreven als schaars. Op de Rode lijst van de IUCN heeft deze soort de status niet bedreigd.